# Jakimir Kamenjašević
Jakimir Kamenjašević bio je hrvatski boksač iz BiH. Bio je tajnik HŠK Zrinskog iz Tuzle 1933. godine.  Godine 1931., 1932., 1933. bio je prvak Jugoslavije u kategoriji +79,4kg kao član ZRT.